# بطمون نهري
بطمون نهري (الاسم العلمي:Potamon fluviatile) هو نوع من قشريات يتبع جنس البطمون من فصيلة البطمونات.